# مجبل فرطوس
مجبل فرطوس (عربی: مجبل فرطوس؛ زادهٔ ۶ ژوئیهٔ ۱۹۵۰) بازیکن سابق و مربی فوتبال اهل عراق است.
از باشگاه‌هایی که در آن بازی کرده‌است می‌توان به باشگاه فوتبال نیروی هوایی اشاره کرد.
وی همچنین در تیم‌های ملی فوتبال زیر ۲۳ سال عراق و عراق بازی کرده‌است.